# Tetrapturus pfluegeri
Tetrapturus pfluegeri е вид лъчеперка от семейство Марлинови (Istiophoridae).

## Разпространение
Видът е разпространен в Американски Вирджински острови, Ангола, Ангуила, Антигуа и Барбуда, Аруба, Барбадос, Бахамски острови, Белиз, Бенин, Бермудски острови, Бразилия, Британски Вирджински острови, Венецуела, Габон, Гамбия, Гана, Гваделупа, Гватемала, Гвиана, Гвинея, Гвинея-Бисау, Гренада, Демократична република Конго, Доминика, Доминиканска република, Кабо Верде, Кайманови острови, Камерун, Колумбия, Коста Рика, Кот д'Ивоар, Куба, Либерия, Мавритания, Мароко, Мартиника, Мексико, Монсерат, Намибия, Нигерия, Никарагуа, Панама, Португалия, САЩ, Сейнт Винсент и Гренадини, Сейнт Китс и Невис, Сейнт Лусия, Сенегал, Сиера Леоне, Суринам, Того, Френска Гвиана, Хаити, Хондурас, Южна Африка и Ямайка.